# Craig muMs Grant
Craig Grant (New York, 18 december 1968 – Wilmington, 25 maart 2021), bekend als muMs da Schemer, was een Amerikaans dichter en acteur, vooral bekend als 'Poet' in de televisieserie Oz.
Grant doorliep de high school aan de Mount St. Michael Academy High School in zijn geboortestad.
Het pseudoniem 'muMs da Schemer' dateerde uit de tijd waarin hij optrad met poetryslam. Ook als acteur bleef hij deze ongewone naam gebruiken.
Craig overleed in maart 2021 op 52-jarige leeftijd aan de gevolgen van diabetes.

## Filmografie

### Speelfilms
Uitgezonderd korte films.
- 2020 Life After You - als Terry Wright
- 2018 Hover - als John
- 2018 BlacKkKlansman - als Jabbo
- 2018 The Great Pretender - als Barry
- 2018 Love Magical - als bankmedewerker
- 2018 Monsters and Men - als oom Bobby
- 2017 Love Beats Rhymes - als MuMs da Schemer
- 2017 Good Time – als Denny the Acces-A-Ride chauffeur
- 2017 The Price - als Iji
- 2014 Birdman or (The Unexpected Virtue of Ignorance) - als man op Broadway
- 2013 Side Effects – als straatreiniger
- 2012 Indentical – als chief Grant
- 2012 Love Magical – als medewerker leenbank
- 2009 Breaking Point – als Buster Biggs
- 2009 The Good Heart – als rechter
- 2009 An Englishman in New York – als DJ
- 2008 Capers – als Moose
- 2008 Ball Don't Lie – als Fat Chuck
- 2007 Interview – als taxicahuffeur
- 2005 On the One – als Sharif
- 2005 Dark Water – als cliënt van Platzer
- 2004 Everyday People – als Ali
- 2000 Bamboozled – als Mau Mau
- 1999 Bringing Out the Dead – als stem in drukte

### Televisieseries
Uitgezonderd eenmalige gastrollen.
- 2020 Hightown - als Wayne - 3 afl.
- 2017-2019 She's Gotta Have It - als Cash Jackson - 5 afl.
- 2016 Horace and Pete – als Ricardo – 3 afl.
- 2010 Rhyme Animal – als Shiva – ? afl.
- 2007 Boston Legal – als Joseph Washington – 3 afl.
- 2006 The Best Shorts: A BET-J Showcase – als gast – ? afl.
- 1997-2003 Oz – als Poet – 49 afl.

### Computerspellen
- 2008 Grand Theft Auto IV: The Lost and Damned – als DeSean
- 2005 The Warriors – als toegevoegde stem

- Library of Congress Control Number: n2002075482
- MusicBrainz: a8e427c6-d290-4dd6-89ab-98d0fc8d5b08
- Virtual International Authority File: 36278596
- WorldCat: E39PBJmhQBFYt4WJj7KB66hT73